# First Dance
First Dance primo album non ufficiale di Michael Bublé, uscito nel 1996, serviva soprattutto a promuovere l'incredibile versatilità di Michael, che incide alcuni dei pezzi più classici del grande Frank Sinatra, e si cimenta con pezzi meno noti come la deliziosa ballabilissima "One Step at a Time".

## Tracce
1. "Learnin' the Blues"         - 3:10
2. "I've Got You Under My Skin" - 3:40
3. "Just One More Dance"        - 4:49
4. "All of Me"                  - 2:17
5. "One Step at a Time"         - 3:10
6. "I'll Be Seeing You"         - 3:07